# Thomas Bredahl
Thomas Bredahl (2 novembre 1980) è un chitarrista e cantante danese, chitarrista dei Volbeat dal 2006 al 2011.

## Biografia
La sua prima band sono i Gob Squad di Århus, gruppo punk rock di cui è cantante, chitarrista e frontman. Con loro pubblica gli album Call For Response e Far Beyond Control. Nell'autunno 2006 seguono i connazionali Volbeat in tour e Bredahl viene scelto per rimpiazzare il chitarrista Franz Gottschalk, senza abbandonare tuttavia la sua prima band con la quale nel 2008 pubblica il terzo album intitolato Watch the Cripple Dance. Con i Volbeat ha registrato gli album Guitar Gangsters & Cadillac Blood e Beyond Hell/Above Heaven. Nel Novembre 2011 lascia la band.

## Discografia

### Con i Gob Squad
- 2004 - Call For Response
- 2005 - Far Beyond Control
- 2008 - Watch the Cripple Dance

### Con i Volbeat
- 2008 - Guitar Gangsters & Cadillac Blood
- 2010 - Beyond Hell/Above Heaven

## Videografia
- 2008 - Live: Sold Out DVD
- 2011 - Live from Beyond/Above Heaven DVD/CD